# Teoria lui Galois

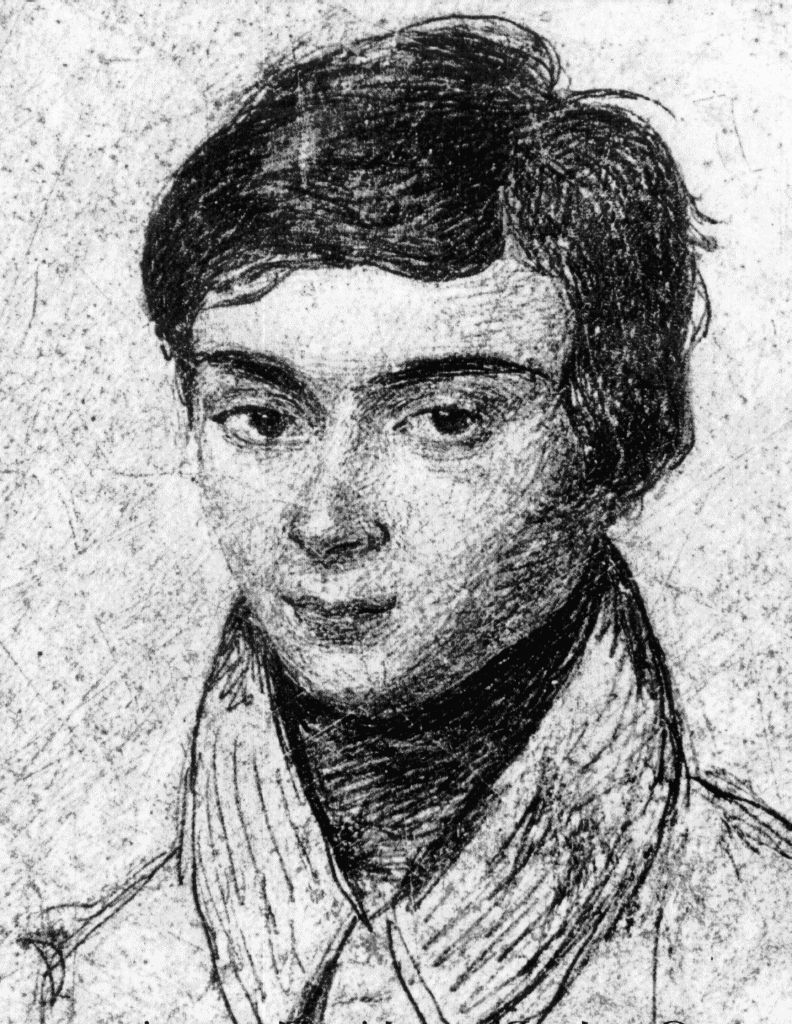
Évariste Galois (1811–1832)

În matematică, mai exact în algebra abstractă, teoria lui Galois, numită după Évariste Galois, oferă o legătura între teoria corpurilor și teoria grupurilor. Folosind teoria lui Galois, anumite probleme referitoare la corpuri pot fi reduse la grupuri, care sunt mai ușor de studiat și mai bine înțelese.
Inițial, Galois a folosit grupuri de permutări pentru a arăta cum rădăcinile unei ecuații polinomiale au o legătură. Abordarea modernă a teoriei lui Galois, creată de Richard Dedekind, Leopold Kronecker și Emil Artin, implică studierea automorfismelor extinderilor de corp.